# Guy Frégault
 (octobre 2019).
 (juin 2020).
Guy Frégault est un historien et écrivain québécois, né à Montréal le 16 juin 1918 et mort à Québec le 13 décembre 1977 à l'âge de 59 ans.

## Biographie
Guy Frégault est né à Montréal le 16 juin 1918. Il a vécu son enfance et son adolescence dans l'est de Montréal au milieu du quartier ouvrier d'Hochelaga. En 1937, il commence à faire paraître ses premiers articles dans L'Action nationale et La Relève. Il étudiera d'abord au collège Saint-Laurent puis il décidera de poursuivre ses études au collège Jean-de-Brébeuf. Il s'inscrira ensuite à la Faculté des lettres de l'Université de Montréal et, en mai 1940, il est Licencié ès lettres.
À l'origine, rien de particulier ne prédisposait Frégault à devenir l'un des premiers historiens « professionnels » du Québec. Au contraire, il avait lui-même pour projet, du moins jusqu'en juin 1940, de se destiner à l'enseignement du grec en allant parfaire ses études à l'École normale supérieure de Paris grâce au patronage de Mgr Émile Chartier, doyen de la Faculté des lettres et vice-recteur de l'Université de Montréal. En effet, celui-ci ayant été favorablement impressionné par l'excellence de son dossier scolaire, décide d'en faire son protégé en lui assurant, à son retour de Paris, sa succession à la chaire de grec. Ce programme était sur le point d'aboutir lorsque la Guerre vint contrecarrer ses projets ainsi que ceux de tous les jeunes intellectuels de sa génération qui rêvaient aussi de faire un séjour d'études en Europe. Par ailleurs, ses préoccupations patriotiques devaient, dès 1937, le pousser à entrer en contact avec Lionel Groulx qui, après avoir lu avec attention son projet de « Révolution de l'Ordre laurentien », s'est tout de suite « vivement intéressé à lui ». En 1940, au moment où les hostilités deviennent beaucoup plus sérieuses, rendant un séjour d'études à Paris à chaque jour plus improbable, Groulx commence aussi à voir en Frégault un successeur possible. Il lui offre alors d'aller étudier aux États-Unis à l'Université Loyola de Chicago sous la direction du Père Jean Delanglez, s.j. Ainsi, alors que Mgr Chartier voulait en faire un helléniste, Groulx tentait de l'intéresser à l'histoire. Ces offres prestigieuses de succession nous donnent un aperçu du talent que son entourage se plaisait à lui reconnaître. Mais elles ne manquent pas non plus de placer Frégault dans un profond embarras. L'annonce de la chute de Paris et de la capitulation de la France en juin 1940, devait décider de son choix définitif de carrière.
Au moment où, en juin 1940, Paris capitule, Frégault n'a d'autre choix que d'accepter l'offre de Groulx et d'aller faire son apprentissage d'historien aux États-Unis. Cette offre n'a rien de circonstancielle. En fait, Groulx, voyant sa retraite se profiler à l'horizon, se cherchait, depuis quelques années déjà - et selon la coutume de l'époque, - un successeur apte à prendre sa relève. C'est dans ce but qu'il ménage à Frégault un séjour de formation aux États-Unis car il veut lui éviter ce qu'il a vécu lui-même, c'est-à-dire « la corvée de l'improvisation en un métier où l'on n'improvise point. »
Frégault, à son arrivée à l'Université Loyola de Chicago, n'avait pas de sujet de recherche. Le Père Delanglez, s.j., qui sera son « adviser », lui propose sur le champ « La carrière de Pierre Le Moyne d'Iberville ». Delanglez, « ce maître impeccable », provoquera une vive impression sur le jeune Frégault.
Un peu décontenancé, au début, par l'apprentissage qu'exige son nouveau métier d'historien - l'Université de Montréal n'initiant pas, à cette époque, ses étudiants à la théorie ni à la pratique du travail scientifique, Frégault ne tardera pas malgré tout à s'ajuster et à mener ses études à un train d'enfer. Dix-huit mois seulement après son arrivée à Chicago, il soutiendra sa thèse de doctorat en juin 1942. C'est ce manuscrit qui, une fois remanié, paraîtra, en 1944, sous le titre d’Iberville le Conquérant.
Dès l'automne 1943, Frégault inaugure le premier cours de méthodologie historique qui ait jamais été donné dans une université québécoise et introduit, par la même occasion, la pratique du séminaire d'histoire tout en enseignant un cours portant sur les institutions publiques de la Nouvelle-France. Mgr Chartier, appelé à désigner, lors de son départ prévu pour le 24 juin 1944, ses successeurs pour les sept postes qu'il occupait simultanément à l'Université de Montréal, décide de confier la littérature canadienne, à Guy Frégault. À la même époque, toujours grâce à Mgr Chartier, qui entretient depuis longtemps des relations avec la société Grolier, Frégault devient l'un des principaux collaborateurs de la nouvelle édition canadienne-française de son encyclopédie qui commencera à paraître à compter de 1947. Lors de la création de l'Institut d'histoire, Robert Rumilly prendra la relève de Frégault chez Grolier. Après la publication d’Iberville le Conquérant, ouvrage grâce auquel il deviendra le premier lauréat du prix Duvernay de la Société Saint-Jean-Baptiste de Montréal et, quelques mois plus tard, il fait paraître La Civilisation de la Nouvelle-France. La publication quasi simultanée de ses deux premiers ouvrages lui vaudront, dès 1944, une solide réputation d'historien.
En 1945, Guy Frégault devient, à 26 ans, membre-fondateur de l'Académie canadienne-française et reçoit la Médaille de vermeil de la Société historique de Montréal. Il sera aussi, en 1947, le premier récipiendaire du prix David pour Iberville le Conquérant et La Civilisation de la Nouvelle-France. De plus, de septembre 1946 à mai 1947, il est directeur de L'Action nationale.
Au moment où, à l'aube de ses trente ans, Guy Frégault accepte de prendre la direction du nouvel Institut d'histoire de l'Université de Montréal, il compte déjà en plus à son actif une centaine d'articles et de comptes rendus qu'il a fait paraître, au cours des dix dernières années, dans les principales revues de son temps. À cette production déjà fort imposante pour son jeune âge, on doit ajouter les biographies et les textes d'intérêt historique qu'il a accepté de rédiger pour le compte de la version canadienne-française d'une encyclopédie que la maison d'édition Grolier fera paraître, pour la première édition, en 1947-1948.
Ce n'est qu'après la création de l'Institut d'histoire de l'Université de Montréal, au début de 1947, qu'il devient professeur agrégé et directeur du nouvel Institut d'histoire, poste qu'il occupera, conjointement avec la vice-présidence de l'Institut d'histoire de l'Amérique française qui vient d'être fondé par Lionel Groulx, jusqu'à son départ pour Ottawa en 1959.
À partir du moment où l'Institut d'histoire de l'Université de Montréal est fondé, et qu'il en prend la direction, Guy Frégault se consacre entièrement au développement d'une histoire scientifique qu'il conçoit dans une optique essentiellement nationale. De 1948 à 1961, il accumule les distinctions honorifiques et les responsabilités administratives. Surtout, il livre au public trois œuvres majeures qui vont le consacrer définitivement comme le spécialiste de la Nouvelle-France.
En 1948, il fait paraître une volumineuse étude intitulée François Bigot, administrateur français (2 vol.). Puis, au départ de Lionel Groulx à l'automne 1949, il occupe la chaire du même nom, créée à cette occasion, jusqu'à ce que Maurice Séguin le remplace, en 1959, lors de son départ pour l'Université d'Ottawa. Toujours en 1949, il devient secrétaire perpétuel de l'Académie canadienne-française. À l'automne de 1950, Frégault est vice-doyen de la Faculté des lettres et professeur titulaire, jusqu'à son départ de l'Université de Montréal.
En 1951, il est élu membre du bureau de direction de la Canadian Historical Association, poste qu'il assumera jusqu'en 1954. Toujours, en 1951, il reçoit la médaille d'argent de l'Ordre Latin de la Charité. Parallèlement à ses cours et à ses activités administratives, il poursuit pendant ses vacances, en compagnie de sa femme Liliane, des recherches intensives aux quatre coins des États-Unis qui vont mener à la publication, en 1952, d'une autre biographie d'envergure intitulée, Le Grand Marquis - Pierre de Rigaud de Vaudreuil et la Louisiane. La même année, il sera professeur invité à l'Université de Toronto et participera, avec Michel Brunet et Marcel Trudel, à la réalisation de l’Histoire du Canada par les textes - 1534-1854.
Entre 1952 et 1955, il travaille, dans le plus grand secret, à jeter les bases de ce qui deviendra, en 1955, l'Association des professeurs de l'Université de Montréal dont il sera le premier président. Toujours en 1955, Guy Frégault va publier ce qui devait constituer son magnum opus, La Guerre de la Conquête. Grâce à ce livre, il devait devenir, pour la deuxième fois, récipiendaire du prix David en 1959. Entre-temps, il a publié, en 1954, La Société canadienne sous le Régime français et a reçu, la même année, la médaille Léo-Pariseau de l'Association canadienne-française pour l'avancement des sciences. À cette époque, sa notoriété d'historien atteint un sommet. « Aucun jury, écrit Marie-Claire Daveluy, ne se constitue sans lui, si ce jury exerce son mandat dans le domaine que l'historien a conquis par sa culture personnelle et la publication d'ouvrages qui attestent sa vision lucide des faits. »
En 1959, Guy Frégault décide de quitter l'Université de Montréal pour l'Université d'Ottawa où il occupe la Chaire A.-J. Freiman dont il est le premier titulaire. De 1956 à 1961, il fait paraître plusieurs articles d'importance qui seront réunies, en 1968, dans un volume intitulé Le XVIIIe siècle canadien. De plus, il recevra, en 1961, la Médaille Tyrrell de la Société royale du Canada et l'Université d'Ottawa soulignera sa contribution exceptionnelle en le faisant Docteur ès lettres honoris causa.
À compter de 1961, une nouvelle carrière s'ouvre devant lui lorsqu'il accepte de devenir le premier sous-ministre du nouveau ministère des Affaires culturelles qui vient d'être créé, poste qu'il occupera de 1961 à 1966 puis de 1970 à 1975. Entre-temps, il occupera les postes de commissaire général de la Coopération avec l'extérieur au ministère des Affaires intergouvernementales québécoises et de conseiller spécial auprès du premier ministre en matière de politique linguistique. Puis, à compter de 1975, il sera conseiller spécial en matière culturelle auprès du Conseil exécutif, jusqu'à sa mort soudaine, en 1977.
De plus, il recevra, en 1962 et en 1968, deux doctorats honoris causa, l'un du collège universitaire de Sainte-Anne de la Pointe-de-l'Église, en Nouvelle-Écosse, et l'autre de l'Université de Waterloo. Il recevra aussi en 1982, la Médaille du Centenaire et, en 1969, le prix France-Québec de l'Association des écrivains d'expression française ainsi que le prix Montcalm du Syndicat des journalistes et écrivains pour Le XVIIIe siècle canadien. Toujours en 1969, il sera aussi le récipiendaire du prix de l'Académie française, fondation Thérouanne, pour la réédition de son Pierre Lemoyne d'Iberville, tandis que l'Académie des sciences d'Outre-mer de Paris l'admettra en son sein en compagnie de son collègue Michel Brunet. À la mort de Groulx, il deviendra, pendant deux ans, le président de l'Institut d'Histoire de l'Amérique française (mai 1968 à mai 1970) et l'Université de Montréal le nommera professeur émérite en 1970. Enfin, au cours de ces années au sein de la fonction publique, Guy Frégault trouvera même le temps de rédiger et de publier deux autres ouvrages d'importance : Chronique des années perdues en 1976 et, surtout, son Lionel Groulx tel qu'en lui-même en 1978.
Guy Frégault est mort à Québec le 13 décembre 1977 à l'âge de 59 ans et fut enterré au cimetière Notre-Dame-de-Belmont à Sainte-Foy (Québec).
Le fonds d'archives de Guy Frégault est conservé au centre d'archives de Montréal de Bibliothèque et Archives nationales du Québec.

## Évolution de sa pensée
Entre 1947 et 1952, Frégault poursuit son investigation méthodique du Régime français en faisant table rase des interprétations antérieures. Toutefois, à l'exemple de Lionel Groulx, ses travaux s'inspirent toujours, comme l'écrit Jean Blain, sur « la conception d'une histoire centrée sur l'être national ». Mais, déjà à cette époque, le disciple est plus ou moins en position de rupture par rapport au maître. À la différence de Groulx, cette histoire méthodique que Frégault entend développer vise à redonner taille humaine aux principaux acteurs de la Nouvelle-France que l'historiographie antérieure avait idéalisés. De même, Frégault définit le Canadien en l'opposant au Français alors que Groulx met en évidence nos racines françaises pour être plus à même d'y voir l'origine de certaines de nos « innéités » qui feraient du Canadien un être à part en Amérique. Surtout, l'influence du personnalisme et la prise de conscience exacerbée de l'infériorité culturelle des Canadiens français, combinées aux espoirs que soulève la garantie d'objectivité d'une histoire scientifique, amènent Frégault à inverser le rapport passé/présent qui servait de fondement à la fonction sociale que Groulx pouvait attribuer à l'histoire : de « boussole salvatrice » qui garantit le respect de l'architecture de l'être originel, l'histoire devient instrument d'épanouissement. En effet, selon Frégault, grâce à l'histoire scientifique, qui interviendrait à la manière d'une culture de surcroît, il est désormais possible de se livrer à un arbitrage culturel objectif des tendances en sens contraires qui traversent le présent. Une fois que l'on aura retrouvé la figure authentique de notre identité collective, il sera possible de renouer avec la tension spirituelle qui animait les hommes du passé, non plus pour survivre mais pour vivre.
Mais cette représentation des choses était toujours liée à une définition culturelle de la nation. Surtout, sous l'influence du schéma de François-Xavier Garneau, de la tradition historiographique et des idéologies dominantes, l'histoire du Canada français, malgré la Conquête, se présentait pour Frégault beaucoup plus sous le signe de la continuité que de la discontinuité.
À compter de 1952, l'influence de son collègue Maurice Séguin va d'abord se manifester dans le prolongement d'interrogations auxquelles Frégault n'avait pas de réponses satisfaisantes. On sait que Frégault, à cette époque, éprouvait une certaine méfiance pour les interprétations d'ensemble de notre histoire. Mais l'hypothèse de Séguin avait la vertu qui s'attache aux grandes théories, c'est-à-dire qu'elle était capable de fournir une explication, à la fois globale et extrêmement cohérente, à un ensemble de phénomènes qui, autrement, apparaissaient disparates ou contradictoires. En définissant la nation comme une réalité structurelle et systémique, dont le devenir a été interrompu par le processus de déstructuration et de restructuration qui, avec à la Conquête, a entraîné  le remplacement d'une entreprise de colonisation inspiré par une métropole par une autre, il devenait possible pour Frégault de réunir en une même explication les causes de notre aliénation culturelle et les raisons qui ont amené notre historiographie à représenter la société canadienne du temps de la Nouvelle-France comme une société agricole alors qu'elle était en fait, comme il le soulevait dès 1948, une société commerciale.
Ce rapport entre le passé et le présent, Frégault va maintenant l'appréhender à la lumière des concepts de civilisation et de colonisation. Selon cette représentation des choses, le passé ne constitue plus un réservoir de forces vivifiantes pour le présent: il devient un poids qui continue d'exercer ses effets dans le présent.
Avec la formation de l'École de Montréal, il ne s'agit plus seulement de mettre en pratique une méthodologie rigoureuse mais de vérifier une hypothèse qui, à la lumière d'un encadrement conceptuel, remet en question la signification même du devenir global de la société canadienne-française. Il est d'ailleurs significatif qu'à partir de cette époque, Frégault délaisse le genre biographique pour se livrer exclusivement à l'étude de problèmes.

## Honneurs
- 1944 - Prix Ludger-Duvernay
- 1945 - Médaille de vermeil de la Société historique de Montréal
- 1947 - Prix David
- 1953 - Prix Léo-Pariseau
- 1954 - Médaille Léo-Pariseau de l'Association canadienne-française pour l'avancement des sciences
- 1959 - Prix David
- 1961 - Médaille J. B. Tyrrell
- 1961 - Docteur ès lettres honoris causa (Université d’Ottawa)
- 1962 - Docteur ès lettres honoris causa (Collège universitaire de Sainte-Anne)
- 1962 - Médaille du Centenaire
- 1969 - Docteur ès lettres honoris causa (Université de Waterloo)
- 1969 - Prix France-Québec
- 1969 - Prix Montcalm
- 1969 - Prix Thérouanne de l'Académie française pour Pierre le Moyne d’Iberville
- 1970 - Prix Jean-Hamelin, Le XVIIIe siècle canadien
- Membre de l'Académie des lettres du Québec
- Membre de l'Académie des sciences d'Outre-mer
- Membre de l'Académie canadienne-française

## Publications
1937
«Où est la révolution», L'Action nationale, 9, 2 (février 1937), p. 81-89.
«Pour un ordre laurentien», L'Action nationale, 9, 3 (mars 1937), 144-150.
«Révolution et liberté - Tradition révolutionnaire», L'Action nationale, 9, 4 (avril 1937), p. 232-239.
«Ce qui meurt et ce qui naît», L'Action nationale, 10, 1 (septembre 1937), p. 86-87. Compte rendu du livre de Daniel-Rops, Ce qui meurt et ce qui naît, Paris, Plon, 1937.
«Le communisme, dilemme des chrétiens», La Relève, 3, 9-10 (septembre-octobre 1937), p. 268-270. Compte rendu du livre de Daniel-Rops, Le communisme, dilemme des chrétiens, Montréal, Éd. Vray.
«Le communisme et les chrétiens», L'Action nationale, 10, 2 (octobre 1937), p. 150-152. Compte rendu du livre de François Mauriac, R. P. Ducatillon, Alexandre Marc, Nicolas Berdiaeff, Denis de Rougemont et Daniel-Rops, Le communisme et les chrétiens, Paris, Plon, Coll. Présences, 1937.
1938
«Lettre», La Relève, 4, 1 (janvier 1938), p. 26-29.
«Sur Olivar Asselin et Pensée française», La Relève, 4, 1 (janvier 1938), p. 83-84. Compte rendu du livre de Gérard Dagenais, éd., Pensée française, Éd. de l'Action canadienne-française, 1937.
«La société et l'État», L'Action nationale, 11, 1 (janvier 1938), p. 83-84. Compte rendu du livre du R.P. Marie-Benoît Schwalm, La société et l'État, Paris, Flammarion, 1937.
«De la culture», L'Action nationale, 11, 2 (février 1938), p. 174-175. Compte rendu du numéro spécial de Cité Chrétienne, portant sur la culture, Bruxelles, 5 décembre 1937.
«Le travail et l'homme», La Relève, 4, 3 (mars 1938), p. 74-77. Compte rendu du livre de E. Borne et F. Henry, Le Travail et l'homme, Paris, Desclée de Brouwer, Coll. Les Îles, 1937.
«Le rôle social des idées», L'Action nationale, 11, 3 (mars 1938), p. 262-264. Compte rendu du livre de Max Lamberty, Le rôle social des idées, Bruxelles, Éd. de la Cité Chrétienne, 1936.
«France, espoir du monde», dans L'Action nationale, 11, 4 (avril 1938), p. 351-352. Compte rendu d'un numéro spécial de Temps présent.
«Le quatrième pouvoir : police», L'Action nationale, 11, 4 (avril 1938), p. 351-352. Compte rendu du livre de André Ulmann, Le quatrième pouvoir: police, Paris, Fernand Aubier, Éd. Montaigne, 1935.
En coll. avec J.-M. Parent, «Un homme veut rester vivant», L'Action nationale, 11, 5 (mai 1938), p. 437-438. Compte rendu du livre de Henri Petit Un homme veut rester vivant, Paris, Fernand Aubier, Éd. Montaigne, 1936.
«Conditions de l'Ordre», À nous la liberté, 1, 1 (1er novembre 1938), p. 1-7.
«La France veut la liberté», L'Action nationale, 12, 11 (novembre 1938), p. 280-281. Compte rendu d'un cahier collectif, La France veut la liberté, Paris, Plon, Coll. Présences, 1938.
«Au-delà du machinisme», La Relève, 4, 7 (novembre-décembre 1938), p. 204-209.
«Exigences de la culture», Le Quartier Latin, 2 décembre 1938, p. 3.
«Tour d'horizon : Au Junior Board of Trade ; Le Congrès des dirigeants de la jeunesse rurale ; Notes sur le nationalisme ; À propos de l'antisémitisme ; L'agitation stérile des trublions», Jeunesse, 24 décembre 1938, p. 6.
1939
«Au carrefour des faits - des idées: Succès Allemands... Mauvaise humeur italienne - L'Italie et la France - Aux armes, députés - Défense de la civilisation?», Jeunesse, 25 janvier 1939, p. 4.
«Au carrefour des faits - des idées: Présence de Péguy - Les Réprouvés - Ottawa exagère - Le droit est-il mort?», Jeunesse, 25 février 1939,
«Au carrefour des faits - des idées: La vérité du paysan - Sur une pensée de Valéry - Message de Keyserling - Tradition et indépendance - Le sottisier international», Jeunesse, 25 mars 1939,
«La fin de l'Après-guerre», La Relève, 4, 8 (mars 1939), p. 250-253. Compte rendu du livre de Robert Aron, La Fin de l'Après-guerre, Paris, Éd. N.R.F., 1938.
En coll. avec Jean-Marie Parent, «Péguy, image de la France», Les Idées, 9, 4 (avril 1939), p. 339-361. (Cet article a aussi paru sous le titre «Péguy, image de la France réelle», dans Péguy et la vraie France, Montréal, Éd. Serge, 1944, p. 165-191).
«Au carrefour des faits - des idées : Jeunesses - Racisme italien», Jeunesse, avril-mai 1939, p.
«Codreanu», compte rendu du livre de Michel Gauvin, Codréanu, l'homme de la forêt, paru dans Jeunesse, 10 juin, 1939.
«Au carrefour de faits - des idées: Jours d'équivoque», Jeunesse, 10 juillet 1939.
«Journal d'Allemagne», La Relève, 4, 9 (juillet 1939), p. 288-290. Compte rendu du livre de Denis de Rougemont, Journal d'Allemagne, Paris, Éd. N.R.F., 1938.
«Au carrefour des faits - des idées : Le message de Péguy - De l'antisémitisme», Jeunesse, septembre 1939.
«Le vrai miracle de Racine», Le Quartier Latin, 24 novembre 1939, p. 4.
1940
«Du côté des chefs», La Relève, 4, 10 (janvier 1940), p. 311-314.
«L'art de l'historien», Le Quartier Latin, 9 février 1940, p. 4.
«Humanisme», Le Quartier Latin, 23 février 1940, p. 4.
«Clarté française», Le Quartier Latin, 8 mars, 1940, p. 4.
«Balzac et le réalisme», Le Quartier Latin, 15 mars, 1940, p. 4.
«Défenseur de la culture», Le Quartier Latin, 26 avril, 1940, p. 4.
1941
«L'Enfance et la Jeunesse de Pierre Le Moyne, Sieur d'Iberville», Mid-America, 23, 3 (juillet 1941), p. 214-235.
«D'Iberville à Shenectady», La Nouvelle Relève, 1, 1 (septembre 1941), p. 36-43.
«Notre culture française», L'Action nationale, 18, 2 (octobre 1941), p. 144-147.
1942
«La mort de Pierre Le Moyne d'Iberville», La Nouvelle Relève, 1, 8 (mai 1942), p. 477-485.
«Salsette découvre l'Amérique», La Nouvelle Relève, 1, 10 (août 1942), 1, 10 (août 1942), p. 626-628. Compte rendu du livre de Jules Romains, Salsette découvre l'Amérique, Éd. de la Maison Française.
1943
«Petit discours de la méthode», Bulletin des Sociétés historiques canadiennes-françaises 1942, Québec, Les Éditions de la Culture, 1943, p. 6-9.
«Charles Le Moyne de Longueuil», L'écrin, Montréal, Agence Duvernay Inc., 1943, p. 51-52.
«Adam Dollard des Ormeaux, figure de la résistance canadienne-française», L'écrin, Montréal, Agence Duvernay Inc., 1943, p. 67-68.
«Les mères de la Nouvelle-France», Programme souvenir de la Société Saint-Jean-Baptiste de Montréal: la mère canadienne, Montréal, Imprimerie Populaire, 1943, p. 21-24.
«Culture historique», Amérique française, 2, 4 (janvier 1943), p. 13-15.
«Lettre aux Anglais», Amérique française, 2, 4 (janvier 1943), p. 54-56. Compte rendu du livre de Georges Bernanos, Lettre aux Anglais.
«Francis Parkman, Heroic Historian», Bulletin des recherches historiques, 49, 1 (janvier 1943), p. 18-20. Compte rendu du livre de Masson Wade, Francis Parkman, Heroic Historian.
«Francis Parkman», Amérique française, 2, 5 (février. 1943), p. 27-31.
«Louis XIV, Homme d'État», Amérique française, 2, 7 (avril 1943), p. 47-52.
«Recherche de la Nouvelle-France - 1. Les conquérants», Amérique française, 2, 8 (juin 1943), p. 17-25.
«Le Statut de Westminster demeure», Le Quartier Latin, 10 décembre 1943, p. 8.
1944
Iberville le Conquérant, Montréal, Éd. Pascal, 1944, 418 p.; 2e éd., Pierre Le Moyne d'Iberville, Montréal et Paris, Fides, 1968, 300 p.
La Civilisation de la Nouvelle-France (1713-1744), Montréal, Éd. Pascal, 1944, 285 p.; 2e Éd., Montréal et Paris, Fides, 1969, 243 p.
«Le régime seigneurial et l'expansion de la colonisation dans le bassin du Saint-Laurent au XVIIIe siècle», Société historique du Canada\Canadian Historical Association Report, 1944, p. 61-73.
«L'éducation dans la vie nationale», Programme souvenir de la Société Saint-Jean-Baptiste de Montréal: l'éducation, Montréal, Imprimerie Populaire, 1944, p. 69-73.
«M. Maurois et l'histoire des États-Unis», dans La Nouvelle Relève, 3, 2 (janvier-février 1944), p. 115-119. Compte rendu du livre d'André Maurois, Histoire des États-Unis, Vol. I, 1492-1828, New-York, Éd. de la Maison française, 1943.
«Montréal capitale du Canada», L'Action universitaire, 10, 6 (février 1944), p. 5-9. (Cet article fut repris sous une forme modifiée sous le titre «Quand Montréal était la Capitale du Canada», dans La Revue Française, 148 (janvier 1963), p. p. 39-43).
«Recherche de la Nouvelle-France - 2. Les travaux et les jours», Amérique française, 3, 19 (février 1944), p. 16-30; 3, 20 (mars 1944), p. 34-41.
«L'absolutisme en Nouvelle-France», Amérique française, 4 27 (octobre 1944), p. 4-20.
«Le mythe de M. le chanoine Groulx», L'Action nationale, 24, 3 (novembre 1944), p. 163-173.
«L'enseignement de l'histoire du Canada - 1. Remarques», L'École canadienne, 20, 3 (novembre 1944), p. 117-120.
«Michel Bibaud, historien loyaliste», L'Action universitaire, 11, 4 (décembre 1944), p. 1-7.
1945
«La recherche historique au temps de Garneau (La correspondance Viger-Faribault)», Centenaire de l'Histoire du Canada de François Xavier Garneau, Montréal, Société Historique de Montréal, 1945, p. 371-390.
«Louis Riel, patriote persécuté», L'Action nationale, 25, 1 (janvier 1945), p. 15-22.
«Souvenirs d'apprentissage», Bulletin des recherches historiques, 51, 1-2, (janvier-février 1945), p. 61-63.
«L'enseignement de l'histoire du Canada - 2. Le Régime français», L'École canadienne, 20, 6 (février 1945), p. 294-298.
«Actualité de Garneau», L'Action universitaire, 11, 7 (mars 1945), p. 8-16.
«L'enseignement de l'histoire du Canada 3. La société canadienne», L'École canadienne, 20, 8 (avril 1945), p. 398-402.
«L'Enseignement de l'Histoire», L'Action universitaire, 11, 9 (mai 1945), p. 18-21.
«Visages de la Nouvelle-France: La société canadienne sous le régime français», Le Devoir, 14 juillet 1945, p. 1-2.
«Visages de la Nouvelle-France: Pierre Boucher», Le Devoir, 21 juillet 1945, p. 1-2.
«Visages de la Nouvelle-France: Charles Le Moyne de Longueuil», Le Devoir, 28 juillet 1945, p. 1; 4.
«Visages de la Nouvelle-France: Noël Chabanel», Le Devoir, 4 août 1945, p. 1-2.
«Visages de la Nouvelle-France: Pierre Le Moyne d'Iberville», Le Devoir, 11 août 1945, p. 1-2.
«Visages de la Nouvelle-France: Louis-Jolliet», Le Devoir, 18 août 1945, p. 1.
«Visages de la Nouvelle-France: Jean-Baptiste Le Moyne de Bienville», Le Devoir, 25 août 1945, p. 1-2.
«Visages de la Nouvelle-France: Pierre de Rigaud de Vaudreuil -  Cavagnial», Le Devoir, 1er septembre 1945, p. 1-2.
«L'enseignement de l'histoire du Canada 4. La Conquête», L'École canadienne, 21, 1 (septembre 1945), p. 26-29.
«Crémazie ou la Badauderie littéraire», L'Action universitaire, 12, 2 (octobre 1945), p. 2-8.
«L'enseignement de l'histoire du Canada 5. L'occupation», L'École canadienne, 21, 3 (novembre 1945), p. 136-139.
«La France et le divorce d'Henri VIII», L'Action universitaire, 12, 4 (décembre 1945), p. 11-15.
1946
Compte rendu du livre de Laval Laurent., o.f.m., Québec et l'Église aux États-Unis sous Mgr Plessis, Montréal, Librairie Saint-François, 1945, 258 p., paru dans Culture, 7, 1 (1946), p. 90-92.
«La Faculté des lettres, foyer de culture et de recherches», L'Enseignement Secondaire au Canada, 25, 4 (janvier 1946), p. 227-230.
«La joie de vivre en Nouvelle-France», Union médicale du Canada, 75, 3 (mars 1946), p. 309-319.
«Le chanoine Groulx a abordé l'histoire par ses sommets», Le Devoir, 1er mars 1946, p. 8.
«Que vaut le témoignage de Radisson sur Dollard des Ormeaux?», Notre Temps, 25 mai 1946, p. 5; 9.
«Trente ans après en histoire», L'Action nationale, 27, 6 (juin 1946), p. 454-460.
«L'histoire du Canada de Garneau», compte rendu du livre de François-Xavier Garneau réédité par Hector Garneau, Histoire du Canada, 8e éd., Montréal, 1944-1945, paru dans Lectures, 1, 1 (septembre 1946), p. 19-22.
«A nous la liberté!», L'Action nationale, 28, 9 (septembre 1946), p. 3-8.
Compte rendu du livre de Gustave Lanctôt, Garneau historien national, Montréal, Fides, 1946, paru dans L'Action nationale, 28, 9 (septembre 1946), p. 61-65.
«O notre histoire...», L'Action nationale, 28, 10, (octobre 1946), p. 83-84.
«Ennemond Massé», L'Action nationale, 28, 10 (octobre 1946), p. 101-116.
«Compte rendu du livre d'Édouard Montpetit, Propos sur la montagne, Éd. de l'Arbre, Montréal, 1946, paru dans L'Action nationale, 28, 10 (octobre 1946), p. 162-164.
«Roger Duhamel», La Revue Populaire, (octobre 1946), p. 13; 73.
«Vive l'indépendance!», L'Action nationale, 28, 11 (novembre 1946), p. 165-167.
Compte rendu du livre de Rodolphe Girard, Marie Calumet, Montréal, Éd. Serge Brousseau, 1946, paru dans L'Action nationale, 28, 11 (novembre 1946), p. 245.
«Monsieur Bigot», L'Action nationale, 28, 12 (décembre 1946), p. 271-288.
1947
Liste des textes ayant paru dans l'Encyclopédie Grolier, Montréal, la Société Grolier, 1947-1948, 1952, 1954, 1957, 1960, 10 volumes.
«Quelque chose de différent», L'Action nationale, 29, 1 (janvier 1947), p. 3-5.
Compte rendu du livre de Marcel Trudel, Vézine, Montréal, Fides, 1946, paru dans L'Action nationale, 29, 1 (janvier 1947), p. 77-79.
«Le Canada français n'a pas besoin de savants», L'Action nationale, 29, 2 (février 1947), p. 83-85.
«La prédication de M. Bouchard», L'Action nationale, 29, 3 (mars 1947), p. 165-168.
«Démocratie», L'Action nationale, 29, 4 (avril 1947), p. 247-251.
«L'institut d'Histoire de la Faculté des Lettres», Culture, 8, 2 (juin 1947), p. 198-199.
«L'Indépendance du Canada», L'Action nationale, 29, 6 (juin 1947), p. 450-477.
«Parmi les livres récents», L'Action nationale, 30, 9 (septembre 1947), p. 74-75. Compte rendu du livre de W. Kirkconnel et S. Marion, The Québec Tradition du Québec, Montréal, Éd. Lumen, 1946.
«Un traité de méthodologie», Revue d'histoire de l'Amérique française, 1, 2 (septembre 1947), p. 163-165. Compte rendu du livre de Gilbert J. Garraghan, A Guide to Historical Method, Jean Delanglez éd., Fordham University Press, New-York, 1946, XV-, 482, 30 paru dans la.
«Un petit compagnon nommé François Bigot», Revue d'histoire de l'Amérique française, 1, 2 (septembre 1947), p. 171-194.
Compte rendu du livre de Séraphin Marion, Octave Crémazie, précurseur du romantisme canadien-français, (Les Lettres canadiennes d'autrefois, Vol. V), Ottawa, Les Éditions de l'Université d'Ottawa, 1946, 215 p., paru dans la Revue d'histoire de l'Amérique française, 1, 2 (septembre 1947), p. 301-303.
«Histoire, traditions et méthodes», L'Action universitaire, 14, 1 (octobre 1947), p. 35-42.
1948
François Bigot - Administrateur français, Montréal, Les Études de l'Institut d'histoire de l'Amérique française, 1948, 1968, 2 vol., 442 et 415 p.
«Notes historiques», Annuaire de la Faculté des lettres 1948-1949, Montréal, Université de Montréal, 1948, p. 8-11. (Ces «notes historiques» ont paru dans l'annuaire au cours des douze années subséquentes).
«L'expédition du Duc d'Anville», Revue d'histoire de l'Amérique française, 2, 1 (juin 1948), p. 27-52.
Compte rendu de l'article d'André Latreille, «À quoi sert l'histoire?», La Revue de l'Université Laval, 2 (1948), p. 753-768, paru dans la Revue d'histoire de l'Amérique française, 2, 2 (septembre 1948), p. 309.
Compte rendu de l'article de Charles-Marie Boissonnault, «Les Canadiens et la révolte de Pontiac», La Revue de l'Université Laval, 2 (1948), p. 778-787, paru dans la Revue d'histoire de l'Amérique française, 2, 2 (septembre 1948), p. 309.
Compte rendu de l'article d'Honorius Provost, «Un chapitre d'histoire religieuse dans le Maine», La Revue d'histoire de l'Université Laval, 2, (1948), 853-860, paru dans la Revue d'histoire de l'Amérique française, 2, 2 (septembre 1948), p. 310.
Compte rendu du livre de J. R. MacGillivray, éd., Letters in Canada 1947, Extraits du University of Toronto Quartely, 17, 1948, p. 257-322; 398-429, paru dans la Revue d'histoire de l'Amérique française, 2, 3 (décembre 1948), p. 451-452.
1949
Comment préparer une thèse, Montréal, Université de Montréal, 1949, 18 p.
Compte rendu du Rapport de l'archiviste de la province de Québec 1946-1947, Québec, 1949, paru dans la Revue d'histoire de l'Amérique française, 3, 1 (juin 1949), p. 130-132.
«Jean Delanglez, s.j. (1896-1949)», Revue d'histoire de l'Amérique française, 3, 2 (septembre 1949), p. 165-171.
Compte rendu du livre de Jacques Toutain, Canada, Rouen, 1945, 97 p., Revue d'histoire de l'Amérique française, 3, 2 (septembre 1949), p. 270-272.
1950
Compte rendu du livre de Pierre-Georges Roy, Bigot et sa bande et l'Affaire du Canada, Lévis, 1950, 370 p., paru dans la Revue d'histoire de l'Amérique française, 3, 4 (mars 1950), p. 609-613.
«Témoignages d'historiens canadiens français - Pour ou contre le manuel d'histoire unique?», L'Action nationale, 35, 5 (mai 1950), p. 375-378.
«Une équipe d'historiens», Notre Temps, 1er juillet 1950, p. 1.
«Anciens historiens de la Louisiane», Notre Temps, 29 juillet 1950, p. 6.
Compte rendu du livre de Jean Delanglez, s.j., Louis-Jolliet, vie et voyages (1645-1700), Montréal, Les Études de l'Institut d'Histoire de l'Amérique française, Éd. Granger, 1950, 435 p., paru dans la Revue d'histoire de l'Amérique française, 4, 2 (septembre 1950), p. 276-284.
«Le rôle nécessaire des jeunes intellectuels», Notre Temps, 7 octobre 1950, p. 1.
«50 ans d'histoire au Canada français», Le Devoir, 25 novembre 1950, p. 17.
1951
«The Epoch of the Belle-Rivière», Pennsylvania History, 18, 3 (juillet 1951), p. 185-196. (Traduction du chapitre XII de François Bigot, administrateur français).
«Foyer de vie intellectuelle», Le Quartier Latin, 30 janvier 1951, p. 3.
«Un cadet de Gascogne: Philippe de Rigaud de Vaudreuil», Revue d'histoire de l'Amérique française, 5, 1 (juin 1951), p. 15-44.
Compte rendu de l'article de Marcel Giraud «La France et la Louisiane au début du XVIIIe siècle», Revue historique, 204 (octobre-décembre 1950), p. 185-208, paru dans la Revue d'histoire de l'Amérique française, 5, 1 (juin 1951), p. 137-138.
«Formation intellectuelle et spécialisation», Croire et savoir, 10, (novembre 1951), p. 11-16.
Compte rendu de la Revue historique, 206 (juillet-septembre 1951), paru dans la Revue d'histoire de l'Amérique française, 5, 3 (décembre 1951), p. 440-442.
«Civilisation et littérature canadiennes au XVIIIe et au XIXe siècle», Reflets, 1, 1 (décembre 1951), p. 7-15.
1952
(En coll. avec Michel Brunet), «La province de Québec - La plus grande province du Canada», Pays et nations - Le Monde en couleurs, Montréal et Québec, la Société Grolier Québec Limitée, 1951, 1952, 1953, 1954, Vol. VI, p. 65-80; 1962, 1964, p. 64-80).
(En coll. avec Michel Brunet et Marcel Trudel), Histoire du Canada par les textes - 1534-1854, Montréal et Paris, Fides, 1952, 1956, 297 p; Éd. revue et augmentée, 2 vol. 1963, 1969, 1970, 262 et 282 p.
Le Grand Marquis - Pierre de Rigaud de Vaudreuil et la Louisiane, Montréal et Paris, Fides, 1952, 481 p.; 1963, 1966, 483 p.
Compte rendu du livre de Marcel Giraud, Histoire du Canada, Paris, Les Presses Universitaires de France, 1950, Coll. Que sais-je?, 135 p., paru dans la Revue d'histoire de l'Amérique française, 5, 4 (mars 1952), p. 595-596.
«Notre Institut d'histoire», Le Quartier Latin, 7 mars 1952, p. 1-2.
Préface au livre de René Latourelle s.j., Études sur les écrits de Saint Jean de Brébeuf, Montréal, Éd. de l'Immaculée-Conception, 1952, p. XVII-XX. (Un extrait de cette préface a paru dans L'Enseignement secondaire au Canada, 31, 4 (mai 1952), p. 261-262).
«L'histoire», Perspectives, Montréal, Imprimerie Jacques-Cartier, 2e édition, 1952, p. 35.
Compte rendu du livre de Gustave Lanctôt, Réalisations françaises de Cartier à Montcalm, Éd. Chanteclerc, Montréal, 1951, 212 p., paru dans la Revue d'histoire de l'Amérique française, 6, 1 (juin 1952), p. 143-145.
«Le rayonnement culturel de nos universités», La Presse, 14 juin 1952, p. 52.
Compte rendu du livre de M. Mollat, Le Commerce maritime normand à la fin du moyen âge, Paris, Plon, 1952, XXXV-617 p., paru dans la Revue d'histoire de l'Amérique française, 6, 3 (décembre 1952), p. 450-453.
1953
Compte rendu du livre de Fernand Grenier, éd., Papiers Contrecœur et autres documents concernant le conflit anglo-français sur l'Ohio de 1745 à 1756, Québec, Les Presses Universitaires Laval, 1952, XXXIV-485 p., paru dans la Revue d'histoire de l'Amérique française, 6, 4 (mars 1953), p. 573-575.
Compte rendu de la Revue historique, 208 (octobre-décembre 1952), paru dans la Revue d'histoire de l'Amérique française, 6, 4 (mars 1953), p. 592-593.
Compte rendu du livre de John Francis MacDermott, éd., The Early Histories of St-Louis, Joseph Desloges Fund Publications, St. Louis, St. Louis Historical Documents Foundation, 1952, XII-171 p., paru dans la Canadian Historical Review, 34, 2 (juin 1953), p. 176-177.
«Antiquaires et historiens», Notre Temps, 22 août 1953, p. 1 (Cet article a été reproduit dans la Revue de l'École normale, 3, 2 (décembre 1966), p. 109-113).
Compte rendu du livre de Fernand Grenier, éd., Papiers Contrecœur et autres documents concernant le conflit anglo-français sur l'Ohio de 1745 à 1756, Québec, Les Presses Universitaires Laval, 1952, XXXIV-485 p., paru dans la Canadian Historical Review, 34, 3 (septembre 1953), p. 298.
«Les européens découvrent l'Amérique», Notre Temps, 5 septembre 1953, p. 1.
«Ce n'est pas arrivé par hasard», Notre Temps, 19 septembre 1953, p. 1-2.
«La Guerre de Sept ans et la civilisation canadienne», Revue d'histoire de l'Amérique française, 7, 2 (septembre 1953), p. 183-206.
«Nous sommes le figuier stérile», Notre Temps, 10 octobre 1953, p. 8; 2.
«L'enseignement du chanoine Groulx à la jeunesse», Notre Temps, 5 décembre 1953, p. 8.
Compte rendu de la Revue historique, 209 (avril-juin 1953), 210 (juillet-septembre 1953), paru dans la Revue d'histoire de l'Amérique française, 7, 3 (décembre 1953), p. 455-456.
1954
La Société canadienne sous le régime français, Ottawa, La Société historique du Canada, «Brochure historique» no. 3, 1954, 1971, 16 p. (De larges extraits de cette brochure ont paru dans Le Devoir, 23 juin 1958, p. 31; 10. De plus, cette brochure a aussi été traduite en anglais en 1954 dans la même collection sous le titre Canadian Society in the French Regime).
«Pages d'histoire», Revue française de l'élite européenne, 43, 1954, p. 30-34.
Compte rendu du livre de Marcel Giraud, Histoire de la Louisiane française I: le règne de Louis XIV, Paris, Presses Universitaires de France, 1953, XI-368 p., paru dans la Revue d'histoire de l'Amérique française, 7, 4 (mars 1954), p. 573-577.
Compte rendu du livre de Marcel Giraud, Histoire de la Louisiane française I: le règne de Louis XIV, Paris, Presses Universitaires de France, 1953, XI-368 p., paru dans la Canadian Historical Review, 35, 3 (septembre 1954), p. 249-250.
Compte rendu du livre de Brigham Day, Le Canada et les droits de l'homme: le concept des Droits de l'Homme dans la politique étrangère et la constitution du Canada, Paris, Librairie du Recueil Sirey, 1953, X-154 p., paru dans la Canadian Historical Review, 35, 3 (septembre 1954), p. 253-254.
Compte rendu du livre d'Edgar McInnis, éd., 25 Years of Canadian Foreign Policy, Toronto, Canadian Broadcasting Corporation, Publications Branch, 1953, 87 p., paru dans la Canadian Historical Review, 35, 3 (septembre 1954), p. 261.
«L'Histoire du Canada 1.- Première tentative coloniale», Notre Temps, 6 novembre 1954, p. 1; 7.
«La déportation des Acadiens», Revue d'histoire de l'Amérique française, 8, 3 (décembre 1954), p. 309-358.
«L'Histoire du Canada 3.- Les premiers grand bourgeois», Notre Temps, 4 décembre 1954, p. 8; 2.
«L'Histoire du Canada 5.- Les grandes constructions», Notre Temps, 24 décembre 1954, p. 1-2.
1955
La Guerre de la Conquête, Montréal et Paris, Fides, 1955, 1966, 1970, 2009, 514 p. (La conclusion de ce livre a aussi paru sous le même titre dans Un siècle de littérature québécoise, Montréal, HMH, 1967, p. 334-338. Ce livre a aussi été traduit en anglais par Margaret-M. Cameroun, Canada: the War of the Conquest, Toronto, Oxford University Press, 1969, 427 p. Un court extrait de cette traduction a aussi paru dans R. Douglas Francis and Donald B. Smith, Éd., Readings in Canadian History - Pre-Confederation, Toronto, Holt, Rinehart and Winston, 1982, p. 111-113 sous le titre «The Deportation of the Acadians, 1755-62»).
«L'Histoire du Canada 6.- Le traité d'Utrecht», Notre Temps, 8 janvier 1955, p. 8.
«L'Histoire du Canada 8.- La déportation des Acadiens», Notre Temps, 5 février 1955, p. 1-2.
«L'Histoire du Canada 9.- Les bouleversements de la défaite», Notre Temps, 19 février 1955, p. 1-2.
Compte rendu du livre de Masson F. Wade, The French Canadians 1760-1945, Toronto, The Macmillan Company of Canada, 1955, XVI-1136 p., paru dans la Revue d'histoire de l'Amérique française, 8, 4 (mars 1955), p. 582-583.
«L'Histoire du Canada 13.- Fléchissement intellectuel», Notre Temps, 16 avril 1955, p. 1-2.
Compte rendu du livre de Robert Rumilly, Histoire des Acadiens, 2 vol., Montréal, chez l'auteur, 1955, 1038 p., paru dans la Revue d'histoire de l'Amérique française, 9, 1 (juin 1955), p. 131-133.
Compte rendu du livre de W. S. MacNutt, The Making of the Maritime Provinces 1713-1784, 20 p., The Canadian Historical Association Booklets, 4, Ottawa, 1955, paru dans la Revue d'histoire de l'Amérique française, 9, 1 (juin 1955), p. 134-136.
Compte rendu du livre de Mason Wade, The French Canadians 1760-1945, Toronto, Macmillan, 1955, XII-1136 p., paru dans International Journal, 10, 3 (été 1955), p. 220-222.
«Le chevauchement des cultures», Le fédéralisme, Rapport de la 2e Conférence annuelle de l'Institut Canadien des Affaires Publiques, p. 32-34. Ce texte a aussi été reproduit sous le titre «Québec est une enclave culturelle dans le Canada anglais», dans Le Devoir, 23 septembre 1955, p. 11; L'Action nationale, 45, 3 (novembre 1955), p. 253-256;  La Nouvelle revue canadienne, 1956, p. 215-217).
Compte rendu du livre de Donald Creighton, John A. Macdonald: The Old Chieftain, The Macmillan Company of Canada Limited, IX-630 p., paru dans la Revue d'histoire de l'Amérique française, 9, 3 (décembre 1955), p. 443-448.
1956
(En coll. avec Lilianne Frégault), Frontenac, Louis de Buade, comte de Palluau 1622-1698, Montréal et Paris, Fides, Coll Classiques Canadiens, 1956, 1967, 95 p.
«Canadianism - A Symposium», Canadian Historical Association Report, 1956, p. 81-82.
«L'Empire britannique et la conquête du Canada (1700-1713)», Revue d'histoire de l'Amérique française, 10, 2 (septembre 1956), p. 153-182. (Cet article a été reproduit dans Le XVIIIe siècle canadien - Études, Montréal, HMH, 1968, p. 58-85).
Compte rendu du livre de Nellis M. Crouse, La Vérendrye: Fur Trader and Explorer, Ithaca, Cornell University Press, Toronto, The Ryerson Press, 1956, XII-247 p., paru dans la Canadian Historical Review, 37, 3 (septembre 1956), p. 268-269.
Compte rendu de la revue Les Cahiers des Dix, 20, Montréal, Les Dix, 1955, paru dans la Canadian Historical Review, 37, 3 (septembre 1956), p. 284-285.
1957
«La colonisation du Canada au XVIIIe siècle», Cahiers de l'Académie canadienne-française, 2, Montréal, l'Académie canadienne-française, 1957, p. 53-81. (Cet article a été reproduit dans Le XVIIIe siècle canadien - Études, p. 364-387. Il a aussi été traduit en anglais dans Dale Miquelon, éd., Society and Conquest - The Debate on the Bourgeoisie and Social Change in French Canada, 1700-1850, Toronto, Copp Clark Publishing, 1977, p. 85-104).
(En coll. avec Michel Brunet et Maurice Séguin), «Lettre au Devoir - Les historiens ne prennent pas au sérieux la croisade anti-gauchiste», Le Devoir, 17 janvier 1957, p. 4.
Compte rendu du livre d'Arnold J. Toynbee, A Study of History, New-York and London, Oxford University Press, XII-414 p., paru dans International Journal, 12, 3 (été 1957), p. 227-230.
Compte rendu de la Revue historique, 217 (avril-juin 1957), paru dans la Revue d'histoire de l'Amérique française, 11, 3 (décembre 1957), p. 446-448.
1958
Liste des biographies rédigées par Frégault dans l'Encyclopedia Canadiana, Ottawa, The Canadian Company Limited, 1958, 1960, 1962, 10 vols.
- Frontenac, Louis de Buade, Comte de Palluau et de, Vol. IV, p. 287-288.
- Vaudreuil, Philippe de Rigaud de, Vol. X, p. 217.
- Vaudreuil, Pierre de Rigaud, Marquis de, Vol. X, p. 217.

«Champlain et les recommencements de la colonisation française en Amérique», Le Devoir, 23 juin 1958, p. 19.
Compte rendu du livre de Samuel Baillargeon, Littérature canadienne-française, Montréal et Paris, Fides, 1957, 460 p., paru dans la Revue d'histoire de l'Amérique française, 11, 4 (mars 1958), p. 575-578.
Compte rendu de la Revue historique, 218 (octobre-décembre 1957), paru dans la Revue d'histoire de l'Amérique française, 12, 1 (juin 1958), p. 140-141.
1959
«Essai sur les finances canadiennes (1700-1750)», Revue d'histoire de l'Amérique française, 12, 3 (décembre 1958), p. 307-322; 12, 4 (mars 1959), p. 459-484; 13, 1 (juin 1959), p. 30-44; 13, 2 (septembre 1959), p. 157-182. (Cet article a été repro-duit dans Le XVIIIe siècle canadien - Études, p. 289-363).
«Le bicentenaire de la bataille de Carillon», Le livre de l'année 1959, Grolier, 1959, p. 236-238.
«Les Finances de l'Église sous le régime français», Écrits du Canada français, 5, Montréal, 1959, p. 147-171. (Cet article a été reproduit dans Le XVIIIe siècle canadien - Études, p. 134-158).
Compte rendu du livre de Léopold Lamontagne, éd., Royal Fort Frontenac, Toronto, University of Toronto Press, 1958, XXX-503 p., paru dans la Canadian Historical Review, 40, 2 (juin 1959), p. 163-165.
Compte rendu du livre de W. J. Eccles, Frontenac: The Courtier Governor, Toronto, McClelland & Stewart Limited, 1959, X-406 p., paru dans la Canadian Historical Review, 40, 4 (décembre 1959), p. 344-346.
1960
«La Compagnie de la Colonie», Revue de l'Université d'Ottawa, 30, 1 (janvier-mars 1960), p. 5-29; 30, 2 (avril-juin 1960), p. 127-149. (Cet article a été reproduit dans Le XVIIIe siècle canadien - Études, p. 242-288).
1961
«Politique et politiciens au début du XVIIIe siècle», Écrits du Canada français, 11, 1961, p. 91-208. (Cet article a été reproduit dans Le XVIIIe siècle canadien - Études, p. 159-241).
«La culture et la vie au Canada français», Avenir du Canada et culture française, (En coll), Montréal, Éd. de l'ACELF, 1961, p. 169-174.
«Un professeur livre un message à ses anciens élèves», Le Devoir, 11 février 1961, p. 9; 12.
«L'Église et la société canadienne au début du XVIIIe siècle», Revue de l'Université d'Ottawa, 31, 3 (juillet-septembre 1961), p. 351-379; 31, 4 (octobre-décembre 1961), p. 517-542. (Cet article a été reproduit dans Le XVIIIe siècle canadien - Études, p. 86-133).
1962
«The Foundation of Montreal», Revue française, 146, 1962, p. 17-24.
«Les pouvoirs publics et la culture: l'expérience québécoise», Administration publique du Canada\Canadian Public Administration, 6, 2 (juin 1963), p. 133-139.
1963
«Notre patrimoine culturel», Le Documentaire, 25, 7 (février 1963), p. 174-184.
«À nous la liberté!» (Éditoriaux 1946-1947), L'Action nationale, 52, 7-8 (mars-avril 1963), p. 753-762.
«Une société à hauteur d'homme: La Nouvelle-France», Revue d'histoire de l'Amérique française, 17, 1 (juin 1963), p. 3-11.
«Riopelle, une œuvre universelle en art canadien», Vie des arts, 31 (été 1963), p. 45.
1964
(En coll. avec Marcel Trudel), compte rendu de leur livre Histoire du Canada par les textes, (À propos de la réédition de 1963), paru dans L'Enseignement secondaire au Canada, 43, 1 (1964), p. 64.
«La Nouvelle-France à l'époque de Marie de l'Incarnation», Revue d'histoire de l'Amérique française, 18, 2 (septembre 1964), p. 167-175. Ce texte a aussi été reproduit dans Québec 65, 3 (février 1965), p. 77-82).
1965
«Formation de la personnalité», Vient de paraître, 1, 4 (avril 1965), p. 7.
1966
«L'Action du ministères des Affaires culturelles», Vient de paraître, 2, 1 (janvier 1966), p. 9.
«L'importance du théâtre dans notre évolution», Le Devoir, 28 mars 1966, p. 10.
«De la prise de conscience à la prise des responsabilités», Culture vivante, 1 (juin 1966), p. 61-62.
1967
«Coopération culturelle France-Québec», Vient de paraître, 3, 5 (décembre 1967), p. 29.
1968
Le XVIIIe siècle canadien - Études, Montréal, HMH, 1968, 287 p.
«La Nouvelle-France, territoire et population», Le XVIIIe siècle canadien - Études, Montréal, Éd. HMH, 1968, p. 13-57.
«Hommage au chanoine Groulx - l'historien fut marqué par son époque», Le Devoir, 13 mai 1968, p. 5; «L'historien a dominé son temps», 14 mai 1968, p. 5. Ce texte a aussi été reproduit dans la Revue d'histoire de l'Amérique française, 22, 1 (juin 1968), p. 3-16; L'Action nationale, 57, 10 (juin 1968), p. 842-856; Québec 68, 5 (octobre 1968), p. 34-45; Pleins Pouvoirs, 1, 7-8, 1968).
«Eighteen Century French America», French Canadian and Canadian and Acadian genealogical Review, 1, 2 (été 1968), P. 105-113.
«Olivier Maurault (1886-1968)», Revue d'histoire de l'Amérique française, 22, 2 (septembre 1968), p. 348-349.
1969
«Vingt ans après», préface à la réédition de La Civilisation de la Nouvelle-France, 2e éd., Montréal et Paris, Fides, 1969, p. 9-11.
«Lionel Groulx, témoin de la fidélité et de l'objectivité vivante en histoire», Le Devoir, 20 mai 1969), p. 4. Ce texte a aussi été reproduit sous le titre «Allocution du président de l'Institut d'histoire de l'Amérique française - Monsieur Guy Frégault», dans la Revue d'histoire de l'Amérique française, 23, 1 (juin 1969), p. 3-5).
1970
«Présentation», Émile-Auguste Salone, La colonisation de la Nouvelle-France - Études sur les origines de la nation canadienne-française, (Paris, 1905), Réédition Boréal Express, 1970, p. V-IX.
«Un homme qui a bien servi», Culture vivante, 19 (novembre 1970), p. 3-5.
1973
«La place des manuscrits est aux archives nationales», Archives, 21 973, p. 46-61.
«Le peuple, les arts et vous», Culture vivante, 28 (juin 1973), p. 10-12.
1976
Chronique des années perdues, (S.L.), Leméac, 1976, 253 p.
«Texte de M. Guy Frégault», (En coll.), Pour l'évolution de la politique culturelle, Document de travail, 1976, Québec, p. 53-55.
«Réception de M. Guy Frégault», Comptes rendus trimestriels des séances de l'Académie des Sciences d'Outre-Mer, 36, 1, 1976, p. 151-157.
«La culture ou rien - Préparer le terrain - Éviter le coup publicitaire», Le Devoir, 5 juin 1976, p. 24. Ce texte a aussi paru sous le titre de «Bilan provisoire», dans (En coll.), Pour l'évolution de la politique culturelle, Document de travail, 1976, Québec, Couthuran, p. 55-62.
1977
(En coll.), Rapport du groupe de travail sur l'Institut d'histoire et de civilisation du Québec, Québec, Ministère des Affaires culturelles, 1977, 282 p.
1978
Lionel Groulx tel qu'en lui-même, (S.L.), Leméac, 1978, 237 p.
«Aspects de Lionel Groulx», Maurice Filion, dir., Hommage à Lionel Groulx, Leméac, 1978, p. 81-94.
«Combats pour la langue française», Cahiers de l'Académie canadienne-française, 15, Montréal, 1978, p. 113-121.
1996
Histoire de la littérature canadienne-française. Seconde moitié du XIXe siècle, Texte inédit et préparé d’après les manuscrits de l’auteur par Réginald Hamel, Montréal, Guérin, 1996, VI-626 p. [Sous-titre trompeur : cette histoire se rend jusqu’en 1920]
COURS NON-PUBLIÉS
«Cours de civilisation canadienne-française», 2, 9 et 16 novembre 1953. Fonds Guy-Frégault P168\10\12
«Quelques polémiques littéraires», 1945. Fonds Guy-Frégault P168\25\9.
ALLOCUTIONS ET TEXTES DIVERS
«Projet d'histoire 1960-1970», (S.D.), Fonds Guy-Frégault P168\25\14.
(Sans titre), plan d'un projet d'histoire du Québec 1960-1975, (S.D.), Fonds Guy-Frégault P168\31\15.
«Comments on Nationalism and Regionalism in Canadian History», 7 p., (S.D.), Fonds Guy-Frégault P168\27\8.
«Toynbee et la Nouvelle-France», 5 p., (S.D.), Fonds Guy-Frégault P168\27\8.
«L'Ordre nouveau», texte manuscrit sans date, Fonds Guy-Frégault P168\25\7.
«Au-delà du capitalisme», texte manuscrit vraisemblablement rédigé en 1939. Fonds Guy-Frégault P168\25\7.
«Canadiens et Canadians», Gray Lectures, novembre 1952. Fonds Guy-Frégault P168\27\8.
«Prononcée lors de son acceptation de la chaire A.-J. Freiman à l'Université d'Ottawa», octobre 1959. Fonds Guy-Frégault P168\2\7.
«Allocution prononcée à l’occasion du 25e anniversaire des éditions Fides», 29 septembre 1962. Fonds Guy-Frégault P168\3\4.
«Un Québec bien portant, essentiel à un Canada français bien viable», allocution prononcée à l'occasion du 10e anniversaire du collège de Hearst, 13 juin 1963. Fonds Guy-Frégault P168\29\26.
«Présentation de Michel Brunet, conférencier invité au Club Richelieu de Québec», 2 septembre 1964. Fonds Guy-Frégault P168\30\1.
«Prononcée à l'occasion du premier colloque international des sociologues de langue française», Lac Beauport, 29 septembre 1964. Fonds Guy-Frégault P168\30\1.
«Prononcée au lancement d'une étude sur Le Roman canadien-français», 3 mars 1965. Fonds Guy Frégault P168\30\7.
«Prononcée devant le cercle des femmes canadiennes au Château Frontenac», 19 janvier 1966. Fonds Guy Frégault P168\29\12.
«Message du premier ministre du Québec à l'occasion des fêtes du Canada français», La Presse, 21 juin 1968.
«Prononcée lors de sa réception d'un Doctorat ès lettres Honoris Causa à l'Université de Waterloo», 25 octobre 1968. Fonds Guy-Frégault P168\2\10.
«Notes sur le multiculturalisme», 1971. Fonds Guy-Frégault P168\31\10.
«Prononcée à l'occasion du colloque international sur Péguy, Université McGill», 9 mars 1972. Fonds Guy-Frégault P168\1\2.
«Prononcée au lacement des Mémoires de Lionel Groulx, aux Éditions Fides», 22 octobre 1972. Fonds Guy-Frégault P168\31\9.
«Prononcée à l'occasion du feu de la Saint-Jean, à Québec», 23 juin 1973. Fonds Guy-Frégault P168\31\13.
(Sans titre), texte de présentation au Mémoire sur la politique culturelle du gouvernement du Québec, 17 avril 1974. Fonds Guy-Frégault P168\31\13.
«La situation culturelle du Québec», Québec, 1er juin 1977. Fonds Guy-Frégault P168\27\1
INTERVIEWS
Langevin, André, «Nos écrivains – Guy Frégault», Notre temps, 5 avril 1947, p. 1; 3.
Léger, Jean-Marc, «Guy Frégault», Le Quartier latin, 7 novembre 1947, p. 3.
Robillard, Jean-Paul, «Interview-éclair avec Guy Frégault», Le Petit Journal, 10 février 1957, p. 60.
O'Neil, J., «Situation de l'histoire avec Guy Frégault», La Presse, supplément «Cinéma», 2 mars 1963, p. 2-3.
M., A., « Pour Guy Frégault, le 18e siècle québécois est celui des idées contre les moyens », Le Devoir, 31 août 1968, p. 9.
Pontaut, Alain, « Dans trois ou quatre générations nous serons là », La Presse, 31 août 1968, p. 29.
Montalbetti, Jean, « Les universitaires au pouvoir - Entretien avec Guy Frégault », Les nouvelles littéraires, 30 janvier 1969.
Nolin, Jacques, « Chronique des années perdues », Nos Livres, 8 (juin-juillet 1977), No. 214.

## Prix Guy-et-Lilianne-Frégault
Afin de perpétuer la mémoire de Guy Frégault, et par là de rappeler son importance pour l'historiographie québécoise, sa succession a créé un prix à son nom et à celui de son épouse et collaboratrice : le Prix Guy-et-Lilianne-Frégault. Le prix, décerné par l'Institut d'histoire de l'Amérique française, couronne le meilleur article publié dans le dernier volume complet de la Revue d'histoire de l'Amérique française. Il est assorti d'une bourse de 1 000 $ CAD.